# Frankenstein (jeu)
Pour les articles homonymes, voir Frankenstein.
Frankenstein est un jeu de société créé par Michael Schacht, édité par Spiele aus Timbuktu en 2005 et réédité en français par Tilsit en 2008.
Pour 2 joueurs, à partir de 10 ans pour environ 15 minutes.

## Règle du jeu
Le docteur Frankenstein s'attèle aux préparatifs pour sa prochaine créature. Igor, son assistant, l'aide à retrouver parmi tous les bocaux pleins d'ingrédients divers et variés (cerveau, intestin, tête de poisson, cœur…) ceux qui sont nécessaires.

### Matériel
- 50 petites cartes représentant les ingrédients
- 10 cartes de recettes (5 pour chaque joueur) indiquant un empilement de trois ingrédients recherchés.

### But du jeu
Créer le Monstre de Frankenstein.